# Eugène Varga
Pour les articles homonymes, voir Varga.
Eugène Varga (en hongrois : Varga Jenő ; en russe : Евгений Самуилович Варга), né le 6 novembre 1879 à Budapest (Hongrie) et mort le 7 octobre 1964 à Moscou (URSS), est un économiste soviétique. 
Figure importante de l'Internationale communiste, il a été le collaborateur de toutes les directions qui se sont succédé à la tête du Parti communiste de l'Union soviétique et de l’Internationale - de Lénine jusqu’à Khrouchtchev. Souvent attaqué pour opportunisme « de droite », plusieurs fois disgracié, il est toujours revenu dans le cercle dirigeant, mettant son expertise au service de la direction en place.

## Biographie

### Un intellectuel hongrois engagé (1879-1918)
Les informations sur les premières années de la vie de Varga que donnent la plupart des notices et des études sont succinctes et assez variables. Certains soulignent que Jenő Varga était issu d’une famille assez pauvre pour qu’il ait été contraint de travailler dès son enfance. Ses études faites en cours du soir et en gagnant sa vie, l’avaient mené jusqu’à l’Université et lui avaient ouvert les portes d’une carrière universitaire. D’autres ne retiennent de son curriculum vitæ qu’un doctorat de l’université de Budapest (obtenu pour les uns en 1906, et pour d’autres en 1909) et le voient enseigner dans un gymnasium (l’équivalent d’un lycée[pas clair]) ou dans des écoles supérieures de commerce (plus universitaires). Toutes les sources indiquent qu’il écrivait dans la presse social-démocrate et qu’il a été nommé professeur d'économie politique à l’université de Budapest, fin 1918 ou début 1919, juste avant de participer au gouvernement de la brève République soviétique de Hongrie (mars – juillet 1919). Certaines notices précisent cependant qu’il n’était qu’un professeur « invité », nommé par un ministre, mais non élu par ses pairs.
Ces légères variations et ces petites incertitudes sur la nature des études de Varga et des enseignements qu’il avait donnés sont significatives des difficultés que pouvait rencontrer un intellectuel professionnellement « petit-bourgeois » pour être admis dans le sérail des dirigeants du mouvement révolutionnaire prolétarien. Mais Varga est bien, parmi les dirigeants du mouvement communiste, celui dont le titre de professeur fut parfois mis en avant pour donner du poids à ses analyses.
Depuis quelques années, la publication de plusieurs biographies de Vargaa permis de mieux voir quelle avait été sa première carrière.
La famille de Varga est une famille juive hongroise de huit enfants. Il perd sa mère, Julia Singer, quand il a cinq ans. Son père, Szamuel Armin Weisz, tient un commerce de bois. C’est chez son père qu’il commence à travailler à l’âge de treize ans, puis il a plusieurs petits emplois, dont un d’aide comptable dans une grande propriété, jusqu’en 1899. Il a donc vingt ans quand il arrive à Budapest. Pendant quatre ans, en suivant des cours du soir, il prépare le diplôme de fin d’étude secondaire qui va lui permettre d’entrer à l’Université. Pendant cette période, il rompt avec la religion de ses parents et il change son nom (Varga sonne hongrois, pas Weisz). Il est soutenu financièrement dans ces études par un frère aîné, Emil, déjà installé à Budapest.
À l’Université, entre 1904 et 1909, Varga suit des cours de philosophie, de langue hongroise, d’histoire, de géographie et d’astronomie, etc. et obtient des diplômes en février 1909 (philosophie, pédagogie et géographie). Il présente une dissertation doctorale de philosophie sur Leibniz et Kant et la critique phénoménologique de la méthode transcendantale (31 p.). Il a donc suivi des études pour devenir enseignant dans le secondaire. C’est ce qu’il fait en travaillant dans une école de jeunes filles où il donne des cours d’histoire et d’allemand. Il loue un appartement et il se marie en 1910 avec Sari Grün, qu’il connaît depuis 1908. Ils auront un premier enfant, András, en 1912.
Parallèlement à ses études et à son travail d’enseignant, Varga s'engage en politique. Il adhère au Parti social-démocrate hongrois (le MSZDP) en 1906. Il est rapidement collaborateur permanent et rédacteur de la section économique du journal du parti, La Voix du peuple (Népszava). Il publie aussi des articles dans des revues sociales-démocrates germanophones, comme Die Neue Zeit, la revue de Karl Kautsky. Comme beaucoup de sujets de l’Empire autrichien de cette « génération de la réforme », il participe aux activités des loges maçonniques et des libres penseurs. Il est aussi membre de la Société de psychanalyse de Budapest fondée par Sandor Ferenczi.
Les articles que publie Varga avant l’été de 1914 traitent du rôle des monopoles dans la hausse des prix, de la question agraire, de la monnaie, etc. Il participe à des débats autour des travaux de Otto Bauer, Rudolf Hilferding et Rosa Luxemburg. Il prend nettement parti contre les thèses luxemburgistes et, d’une manière générale il se situe dans le courant théorique du « centre marxiste » dont Kautsky est le « pape » reconnu et admiré (ce qui le place, en Hongrie, à la gauche du Parti social-démocrate). Quand la guerre est déclarée, il fait partie de ceux qui voudraient s’y opposer (comme Kautsky). Il écrit des articles plutôt critiques sur les effets économiques de la guerre et un petit livre sur la monnaie. Malade (il a la tuberculose) il doit s’arrêter de travailler plusieurs mois. Il reprend une activité dans les services de l’approvisionnement mis en place par la municipalité. Quand la première guerre mondiale s’achève, il a une dizaine d’années de publications derrière lui et il est connu comme un économiste membre de l’aile gauche du Parti socialiste. Commencent alors les semaines révolutionnaires qui vont réorienter complètement le cours de sa vie.

### La révolution hongroise et la République des Conseils (1919)
Le 16 novembre 1918 la République est proclamée en Hongrie et le comte Michel Károlyi prend la direction d’un gouvernement provisoire. Les sociaux-démocrates participent à ce gouvernement avec tous les partis de gauche existants alors en Hongrie. Varga, qui est un des intellectuels du parti social-démocrate, apparaît dans la première phase de cette histoire comme auteur de nombreux articles de presse et parce qu’il est inscrit par le ministre de l’Éducation sur une liste de sept candidats pour des postes de professeur à la très réactionnaire Faculté de droit de l’Université de Budapest.
Ses articles montrent une pensée « kautskiste » plutôt orthodoxe. Il est guidé par l’idée que le niveau de la production et la continuité de sa croissance est le critère économique universel. Par conséquent, conformément à la doctrine de Kautsky, la réforme agraire ne doit pas démanteler les grands domaines (qui sont plus productifs et plus ouverts sur le reste de l’économie que les petites exploitations). La socialisation, déjà amorcée par l’administration publique de l’économie de guerre, doit être étendue largement car elle permet de produire mieux et plus. Politiquement, le ralliement à la révolution des intellectuels en général et plus particulièrement des employés (on ne dit pas encore « cadres » à cette époque) qui participent à l’organisation de la production est un soutien décisif (parce qu’il contribue à maintenir la production). Varga considère que la dictature du prolétariat est devenue une réalité en Russie. Il fait partie des sociaux-démocrates hongrois qui lui sont le plus favorable, mais il ne reprend pas tout à son compte, par exemple il refuse le programme agraire de partage des terres que les bolcheviks avaient emprunté aux « socialistes-révolutionnaires » russes.
La carrière universitaire que le ministre de l'éducation s’efforce de lui ouvrir est d’abord bloquée par la résistance des professeurs en place (ils rejettent explicitement le nom de Jenő Varga, trop révolutionnaire). En janvier, le ministre (Szigmund Kunfi) passe outre et nomme professeurs les sept candidats de gauche.
Pendant ce temps la situation a beaucoup évolué. En novembre 1918, Béla Kun, qui avait été gagné au bolchevisme lorsqu’il était prisonnier de guerre en Russie, est revenu de Moscou et a créé un Parti communiste hongrois (le MKP) qui rassemble de plus en plus de partisans et soumet le gouvernement provisoire à une pression politique forte. Les communistes appellent à faire la révolution et sont en conflit avec les sociaux-démocrates. En février, à la suite d’incidents violents, le gouvernement provisoire fait arrêter les dirigeants du MKP. Mais en mars la situation se retourne complètement. 
Menacé par un ultimatum de l’Entente qui a gagné la guerre, le gouvernement provisoire décide, pour résister, de constituer un exécutif regroupant tous les socialistes et il négocie avec Béla Kun, dans sa prison, le programme et la composition d’un nouveau gouvernement. Le 21 mars la fusion du parti social-démocrate et du parti communiste est annoncée et un Conseil des commissaires du peuple est constitué. Varga est le commissaire aux finances, mais pour quelques jours seulement. Le 3 avril, il devient commissaire à la production et Président du Conseil Économique.
La République des Conseils hongroise ne durera que cent trente trois jours. Elle ne réussira jamais à maîtriser la crise économique et sociale (baisse de la production, inflation galopante, chômage, misère générale et rationnement à des niveaux de famine). Elle échouera, après quelques batailles, dans ses actions militaires, car elle sera dans l’incapacité de faire sa jonction avec les forces de l’Armée rouge, présentes à proximité en Ukraine (mais qui seront mises en déroute au mauvais moment…). Enfin les dirigeants de la « Commune de Budapest » se déchireront très vite et s’opposeront les uns aux autres. Le bilan de l’expérience est ainsi à la fois très négatif et faiblement significatif car trop vite compromis. 
En ce qui concerne Varga, les décrets qu’il prend pour socialiser les entreprises industrielles employant plus de vingt salariés, puis les entreprises de commerce de gros et de détail, etc. vont probablement au-delà de ce qu’il imaginait. Ses intentions restent conformes à ses principes « productivistes ». Il voudrait rationaliser la production pour produire plus. Il essaie de dire comment le Conseil Économique pourrait être le centre directeur de la production et il voit les syndicats dans un rôle décisif : discipliner les travailleurs. En fait, comme tout le Conseil des commissaires du peuple, il improvise des solutions politiques économiquement peu rationnelles (par exemple, en guise d’aide sociale, les chômeurs sont invités à rejoindre l’armée…). Il annonce des règles de gestion plutôt « centralisatrices » et « égalitaires » comme le principe que le salaire serait pour tous fixé par le Conseil économique, mais lorsque la situation s’aggrave encore, en juillet, il propose de rétablir les systèmes de rémunération qui stimulent la productivité dans chaque entreprise, comme le salaire aux pièces… 
La République des Conseils s’effondre le 1er août 1919. Béla Kun obtient de l’Autriche (gouvernée par des sociaux-démocrates) une autorisation de s’enfuir avec la plupart des commissaires et leurs familles (d’autres commissaires et plusieurs milliers de militants périront au combat ou pendant la période de répression). Les réfugiés sont internés au château de Karlstein. Ils y seront retenus plusieurs mois, qui leur donneront le temps de réfléchir sur leur défaite. Ils le feront en se divisant en fractions plus « gauchistes » les unes que les autres que Lénine critiquera vivement dans son livre sur La maladie infantile du communisme, le gauchisme(1920). 
Varga qui a décidé de rejoindre le groupe des communistes hongrois (le parti unifié ne s’est jamais constitué réellement) fait quant à lui le bilan des Problèmes économiques de la dictature du prolétariat (c’est le titre du livre qu’il écrit et publie en allemand en 1920). Un peu moins brutal que Béla Kun qui déclara que le prolétariat hongrois s’était trahi lui-même, Varga explique la défaite en disant que le prolétariat hongrois n’était pas prêt pour la révolution. Encore sous l’emprise du capitalisme qui entretient les égoïsmes, les prolétaires par leur indiscipline ont contribué à leur défaite, alors que la crise internationale du capitalisme avait donné une occasion de réagir à un appauvrissement insupportable et montré qu’une organisation centralisée de l’économie n’était pas une utopie. Varga offre dans ce livre une véritable théorie de la croissance en analysant tous les aspects de la productivité du travail. Dans le système capitaliste les potentialités du travail ne sont mises en œuvre que sous la condition d’un profit, le système socialiste ou communiste est donc nécessairement supérieur, puisqu’il n’est pas inhibé par cette exigence du profit. Varga qui imagine une planification satisfaisant sans aucune difficulté les besoins sociaux, est certain que la productivité du travail dans une économie socialiste est toujours supérieure à celle d’une économie capitaliste (il pense notamment que le taylorisme trouvera des applications plus efficaces dans le socialisme que sous le capitalisme). Pour réussir la révolution il aurait fallu que les travailleurs comprennent que dans une situation révolutionnaire et au début de la dictature du prolétariat, leur niveau de vie serait nécessairement réduit, faute d’une production suffisante. C’était la condition d’une consolidation de la domination des prolétaires. Varga essaie aussi d’analyser comment les révolutionnaires ont écarté concrètement la bourgeoisie du contrôle de la production. Il reconnaît que la « Commune » hongroise n’avait pas répudié les dettes publiques ni exproprié les capitalistes étrangers. Les nationalisations faites très largement ont cependant exclu les bourgeois de la direction de l’économie qui s’est retrouvée sous le commandement du Conseil économique national. Varga, pour garantir l’efficacité de cette organisation de la production, aurait préféré une concentration plus vigoureuse des moyens de production pour échapper à l’anarchie et aux gaspillages des décisions locales. Il souligne la participation de nombreux intellectuels et de fonctionnaires à l’action des Conseils et à la gestion de l’économie socialisée. Enfin, il développe sa conception de « l’alliance » avec les paysans. Il part du problème de l’approvisionnement des villes et donc des ouvriers. Lorsqu’il y a des difficultés, comme c’était le cas en 1918-1919, il faut que la campagne ne soit pas tentée de conserver ses productions pour elle-même, ce qui est plus probable avec une agriculture de petits exploitants. Les décrets du Conseil des commissaires du peuple hongrois ont essayé de nationaliser les domaines dépassant 57 hectares, mais n’ont jamais prévu leur partage entre des paysans sans terres. La moitié du sol et le tiers des terres cultivables ont ainsi été nationalisés, et leur gestion est restée souvent entre les mains des anciens propriétaires ou des anciens fermiers. Le Conseil économique national a voulu fédérer ses domaines et les diriger dans le but de contenir la tendance à la hausse des prix et des revenus agricoles… En somme, de façon encore très « kautskiste », Varga imagine peut-être une alliance des ouvriers avec les paysans pauvres, mais il n’envisage pas de leur permettre de s’enrichir rapidement.
Le livre de Varga est peu autocritique. Les révolutionnaires n’étaient pas assez bien organisés et les masses pas assez conscientes… Ces excuses sont faibles, mais la réflexion de Varga est un peu plus approfondie que la moyenne de plaidoyers pro domo de ses camarades. Lénine, qui lit tous ces écrits, condamne violemment la politique agraire des Hongrois que Varga défend encore, mais il est plus favorablement impressionné par le discours de Varga sur la discipline nécessaire et les mérites du taylorisme. C’est ce livre qui va être le « passeport » de Varga quand les autorités autrichiennes vont enfin lui permettre de quitter Vienne et de rejoindre la patrie de la révolution.

### Lénine recrute un économiste (1920-1921)
Varga arrive à Moscou en août 1920. Le IIe Congrès de l’IC vient de s’achever. Il n’a donc pas pu y participer, mais le Manifeste du Congrès (rédigé par Trotsky) n’a pas encore été publié et on en profite pour ajouter sa signature à celle des chefs de délégation des partis. Lénine reçoit avec chaleur l’ancien commissaire à la production de la République des Conseils de Hongrie même s’il critique sévèrement les pages qu’il a consacrées dans son livre aux relations entre les révolutionnaires et les paysans. Varga est immédiatement intégré à l’appareil de la Comintern, où il est chargé de diriger un bureau des statistiques économiques, avec le statut de membre suppléant du Comité Exécutif de l’IC (le CEIC). Il travaille rapidement et écrit de nombreux articles ou rapports sur la question agraire, sur la situation des travailleurs et de l’économie dans divers pays européens, etc. Pour le Troisième Congrès de l’IC, (juin-juillet 1921) il travaille avec Trotsky pour préparer le rapport sur La crise économique et les nouvelles tâches de l’IC et les « Thèses » proposées au vote des délégués.
Varga arrive ainsi au moment où il va s’engager dans ce qui sera l’œuvre de toute sa (seconde) vie. Le IIIe Congrès a en effet décidé de renforcer le bureau des statistiques économiques en créant un Institut international d’économie et de statistique du mouvement ouvrier et du communisme. Lénine écrit le 13 août à Zinoviev pour hâter la réalisation de ce projet dont il souligne que « sans lui, nous n’avons ni yeux, ni oreilles, ni bras pour nous permettre de participer au mouvement ouvrier international ». Le CEIC répond en chargeant Varga de proposer un plan pour L’organisation de l’information au Comité Exécutif de l’Internationale Communiste. Lénine répond à ce plan le 31 août dans une longue lettre à Varga. Il détaille sa conception de l’information nécessaire (par exemple, il voudrait cette répartition : « 20 % pour les problèmes économiques et sociaux et 80 % pour les problèmes politiques » et il demande aussi que les « frais d’édition et de correspondance de l’institut » soient « couverts par les abonnés ». 
L’institut « ne vaudrait rien si tous les journaux ouvriers de toutes les tendances n’étaient pas obligés de s’abonner à ces éditions en payant ». Lénine rêve donc d’un Institut « indépendant des divers partis communistes et sans liens avec les ambassades russes » qui incarnerait la Science et qui serait absolument « légal ». Varga écrit le jour même pour rappeler que Trotsky, Zinoviev ou Radek pensent que l’institut doit d’abord servir à l’information interne du CEIC. Il demande une décision de principe. Lénine maintient sa position, il redit : « nous avons besoin d’une information complète et véridique et la vérité ne doit pas dépendre du fait qu’elle doive servir à celui-ci ou à celui-là », et il faut que la « presse jaune » ait envie d’acheter « nos documents ».
Comme dans d’autres cas, plus nombreux qu’on ne l’imagine, Lénine n’a pas été suivi par le CEIC qui s’est décidé pour la création d’une maison d’édition à Berlin, autour de l’IPK (Internazional Press Korrespondenz, ou Inprekor, une sorte d’agence de presse centralisant l’information communiste) et qui a envoyé Varga à Berlin (au printemps de 1922) avec le statut d’un diplomate officiel. Varga reçoit cependant une impulsion très forte de Lénine qui l’a choisi personnellement par deux fois pour accomplir des tâches « scientifiques » fondamentales dans la conception léninienne de la politique. 
Entre 1921 et 1922, Varga tâtonne pour trouver ses méthodes de travail. Il multiplie les articles sur les conjonctures nationales, il propose des synthèses à l’occasion des réunions des Congrès des organisations communistes, il essaie de lancer un « Annuaire », le Jahrbuch fur Wirtschaft, Politik und Arbeiterbewegung, etc. Il finira par trouver sa cadence : suivre la conjoncture le plus largement possible dans des dossiers trimestriels et préparer une synthèse spécifique pour chaque Congrès international. Il va le faire jusqu’à la Seconde Guerre mondiale.

### L’économiste-conseil de tous les dirigeants de la Comintern (1921-1928)
Il définit ainsi sa tâche en 1922. Un économiste révolutionnaire doit bâtir une étude théorique « sans préjugés et sans illusions » pour « consolider les forces du prolétariat international et pour préparer la lutte finale pour le pouvoir dans les secteurs de notre ligne de front avancée où l’adversaire s’expose le plus à une attaque ».
La position qu’occupe Varga est celle d’un expert strictement chargé de présenter des analyses économiques objectives. En pratique il est placé hors hiérarchie dans l'IC (son nom n'apparaît plus dans la composition du CEIC après le IIIe Congrès) et son départ pour Berlin, où il réside jusqu'au début de 1927, le préserve un peu de l'atmosphère du centre moscovite de l'IC. Son travail n'en est pas moins subordonné en permanence aux orientations de la Direction. D'abord très attaché à Trotsky, qu'il aide à trouver des statistiques et dont il reprend et développe certaines idées jusqu'en 1926 (sur les relations entre les puissances impérialistes), il répond aussi aux demandes de Radek (bien différencier les régions de monde, chercher à définir des revendications de transition) et il évoque régulièrement les analyses économiques de la crise révolutionnaire proposées par Boukharine (un rétrécissement cumulatif de la production au cours de la guerre, qu'il identifie à sa propre idée d'une désaccumulation provoquée par la guerre). Il résiste cependant un peu à Zinoviev lorsqu'il multiplie les changements de cap sur l'appréciation de la « stabilisation » du capitalisme. Pendant au moins quatre ou cinq ans, avec les outils dont il dispose, Varga essaie ainsi de faire tenir ensemble les idées sur l'état du monde des principaux dirigeants de l'IC, même après qu'ils ont engagé la lutte pour le pouvoir dans le Parti et en URSS.
Il le fait en réaffirmant à chaque occasion que « la crise du capitalisme n'est pas surmontée », mais, avec le temps qui passe, et les difficultés qui s'accumulent, il est contraint de modifier substantiellement ses arguments. 
En 1922, au moment du Quatrième Congrès de l'IC, il brosse une fresque décrivant comment le déclin du capitalisme (depuis la guerre) a succédé à son essor (avant 1914), puis il bâtit une sorte de modèle théorique (des schémas de la reproduction empruntés à ses maîtres sociaux-démocrates, Bauer et Kautsky) expliquant pourquoi la guerre se prolonge par une crise de surproduction (en Amérique et en Asie) alors que l'Europe (surtout centrale) est encore frappée par une sous-production et un arrêt de l'accumulation. Lorsque Varga entre dans le détail des 11 régions du monde qu'il distingue, son pronostic initial de situation révolutionnaire se réduit comme une peau de chagrin et ne concerne qu'une partie de l'Europe centrale, pillée par les vainqueurs. Les prévisions qu'il propose contredisent encore plus l'optimisme révolutionnaire des premières pages. La crise de surproduction américaine de 1921 est terminée et une reprise générale n'est exclue que parce que les puissances impérialistes sont incapables de décider les mesures de politique économique « conscientes » qui rétabliraient l'équilibre (annuler les dettes interalliées et ouvrir des crédits aux vaincus).
Tout au long de l'année 1923, Varga observe directement la crise hyperinflationiste qui mine l'économie et la société allemande. Il annonce dans une brochure La lutte finale en Allemagne et le KPD prépare « l'Octobre allemand » (programmé effectivement en octobre, le 21, mais annulé au dernier moment). Cet échec est très durement ressenti par Varga qui renonce pendant plusieurs mois à donner une « vue d'ensemble » de l'économie capitaliste mondiale (elle est trop « fractionnée ») et qui doit admettre, au début de 1924 que la stabilisation du Rentenmark peut être durable. Comment pourra-t-il rassurer le prochain Congrès de l'IC, le Cinquième, qui se réunit en juin 1924 ?
Le titre de la brochure (prête en avril) pose la question : Essor ou décadence ? En pratique, Varga se contente d'une mise à jour de son précédent Déclin du capitalisme. Il ne parle plus de zone de sous-production. Il accumule les crises (crise des industries exportatrices, crise agraire), mais il conclut que le capitalisme s'est consolidé, même si la crise reste chronique. Au Congrès, Varga qui est chargé de présenter un rapport sur La situation économique mondiale (20 juin 1924), est un peu plus optimiste. L'économie américaine semble entrer dans une nouvelle récession (depuis mai...), donc le monde va de nouveau être en crise…
Mais Varga va une première fois payer le prix de ce qui constitue la véritable originalité de sa position. Varga travaille sur la situation économique mondiale en supposant qu'aucune des informations qu'il rassemble et qu'aucune de ses analyses ne peuvent contredire les choix politiques de la Direction… De toutes façons, dans son optique, le capitalisme est « en crise permanente », même si, nécessairement, des tendances à l'équilibre ou à une « consolidation » sont aussi présentes. Cependant la Direction du Parti-Armée communiste ne cesse pas de virer de bord et ses coups de barre à droite ou à gauche finissent par déstabiliser son expert. 
Au Cinquième Congrès de l'IC Zinoviev croit aller « à gauche » avec sa politique de bolchevisation des partis communistes, mais ses soutiens les plus « à gauche », dans le KPD, voient dans les nuances pessimistes du rapport de Varga une preuve formelle de son opportunisme de droite. Pour se défendre, Varga est amené à dire qu'il est encore trop tôt pour présenter une théorie marxiste du « crépuscule du capitalisme », tandis que Zinoviev conclut que, tout compte fait, le capitalisme « végétera durant une période relativement longue » ou « s'effondrera beaucoup plus tôt... » (c’est la doctrine des « deux perspectives » !)
Varga se sent sommé de pousser plus loin son analyse de la « crise du capitalisme ». Il avait seulement dit jusque là que l'instabilité des taux de change pouvait être inscrite dans le Programme de l’IC (encore en cours d'élaboration) comme l'indice de la désagrégation du capitalisme déclinant. Au cours de l'année 1925, il est cependant freiné dans le renouvellement de sa réflexion par la faute du débat que Zinoviev suscite en reconnaissant subitement une « stabilisation relative » du capitalisme. Varga ne refuse pas l'idée puisqu'il a toujours indiqué les éléments de « consolidation » ou de « retour à l'équilibre » qu'il observait, mais il prétend dans toutes ses chroniques économiques de 1925 que la « crise de débouchés » est toujours plus proche, que les antagonismes s'accentuent, etc. Il prépare les esprits de ses lecteurs à une guerre dont l'IC, depuis sa création, attend le retour. Il est aussi de ceux qui, dans cette conjoncture, désignent la social-démocratie comme le principal adversaire des révolutionnaires (c'est la leçon léniniste classique).
C'est seulement en 1926, lorsque la déconfiture de Zinoviev se confirme, que Varga élabore un nouveau tableau de la décadence du capitalisme. La « stabilisation » dont il faut bien parler n'est que le revers de la suspension de l'action révolutionnaire. Économiquement, le capitalisme européen, qui est le seul vraiment décadent, est caractérisé par des disproportions récessives qui deviennent permanentes. Il n'y a plus de cycle régulier. Même un afflux de capitaux américains ne pourrait pas ramener la prospérité. Cette situation ne peut déboucher que sur une guerre entre ce que Boukharine avait appelé, en 1916, des « trusts capitalistes d'État ». D'une manière surprenante quand on connaît la suite de l'histoire, Varga semble – sincèrement – vouloir synthétiser les idées de tous les chefs communistes qui ont des idées, ce qui exclut Staline qui ne sait que plagier… Sur le fond de kautskisme, qui est sa formation de base, il articule donc tout ce qu'il a appris de Lénine, de Trotsky et de Boukharine (la doctrine du développement inégal, la géopolitique de la concurrence entre les impérialismes, le capitalisme d'État, etc.).
La proposition de synthèse de Varga est très vite rejetée par les intellectuels staliniens (Jan Sten, en l'occurrence) car beaucoup trop favorable à Trotsky. Boukharine, de son côté, prépare sa reprise en main de l'IC (en décembre 1926) sans faire appel aux services du spécialiste habituel (il utilise les travaux de Kondratiev). Varga aurait pu disparaître du cercle des dirigeants communistes s'il avait confirmé les soupçons de la Direction et soutenu plus ouvertement l'Opposition. En quelques mois cependant, Varga se tire d'affaire. Il quitte son poste diplomatique berlinois au printemps 1927 et revient à Moscou pour prendre la tête d'un Institut d'Économie Mondiale et de Politique Mondiale, créé dans le cadre de l'Académie Communiste, et dont il fallait remplacer le premier directeur (Rothstein). Il va trouver là, aidé par une équipe de collaborateurs compétents, les conditions d'un travail durable recentré sur l'information économique et l'analyse théorique, ce pour quoi il pouvait dire que Lénine l'avait embauché.
Pendant les années 1927 et 1928, il accumule les monographies de géographie économique (l'Amérique latine, la France, la Chine, les USA, l'Italie, les Indes), des études théoriques sur la spécificité de la crise de l'économie allemande, sur le développement des forces productives, sur la « crise de la rationalisation », sur la question des tendances à « l'agrarisation » et à « l'industrialisation », etc. Il présente aussi un calcul pionnier du taux d'exploitation du travail dans l'industrie manufacturière américaine. Varga donne toujours à ses chroniques de conjoncture une tonalité négative (les mots « bonne conjoncture » n'apparaissent qu'au printemps de 1927, et il annonce aussitôt une « dépression générale » pour 1928). Il s'attache de plus en plus à un indicateur majeur, le taux de chômage, qui pourrait être, si son niveau est structurellement élevé, le signe d'une crise permanente (c'est le cas de l'Allemagne et de la Grande-Bretagne).
Lorsque s'annonce le Sixième Congrès de l'IC, convoqué au bout de quatre ans (en juillet 1928), Varga est en mesure de proposer une nouvelle idée pour comprendre le déclin du capitalisme. Le livre où il reprend et synthétise ses recherches ne se contente pas de souligner l'importance du « chômage organique », il propose une conjecture doctrinale illustrée par le cas américain : le capitalisme déclinant tend à réduire absolument le nombre des travailleurs productifs qu'il exploite. C'est pour cela qu'il rejette hors de la production toujours plus de travailleurs et qu'il les appauvrit sans cesse, recréant toujours les conditions d'une crise de sous-consommation.
Cette théorie nouvelle peut-elle être le dénominateur commun des théoriciens et des chefs politiques de l'IC ? Varga l'espère, mais il va être vite déçu.
L'été 1928 est aussi le moment où Boukharine commence à comprendre qu'il va être à son tour écarté de la Direction du parti. Les jeunes staliniens (Lominadzé, par exemple) sont partout à l'offensive, prédisant une crise et une vague révolutionnaire. Dans les débats du Congrès et dans les revues théoriques soviétiques, l'idée de Varga est considérée quasi unanimement comme une incongruité car elle contredit la lettre du Capital (la loi générale de l'accumulation ne réduit pas le nombre des travailleurs exploités, elle l'accroît). Personne ne voit comment se servir de cette idée dans les manœuvres en cours. Mais la position de Varga s'améliore considérablement d'un autre côté, car il est chargé de faire devant le Congrès de l’IC le rapport sur la situation économique en URSS. Il fait un compte rendu fidèle des résultats des discussions en cours sur le tournant vers une accélération de l'industrie (Staline lui-même, à ce moment, n'envisage pas du tout de liquider la NEP) et il a la satisfaction d'être élu de nouveau comme membre suppléant du CEIC. Il peut espérer qu'on continuera au moins de reconnaître ces compétences de conjoncturiste. Mais une fois de plus les conseils d'expert les plus politiques que Varga veut offrir semblent tomber à plat, et ils vont bientôt lui nuire gravement.

### Varga contraint de se mettre au service de Staline (1929-1939)
Jusqu'ici Varga n'est pas apparu comme inféodé à un courant ou à une personnalité particulière de la Direction. Tout le monde l'a vu très proche de Trotsky, mais il n'a jamais été considéré comme un trotskiste. Il a aussi résisté à Zinoviev et il ne fait pas partie de l'école de Boukharine. Depuis qu'il est à la tête de son Institut, il semble suivre une ligne de conduite neutre, et il ne s'oppose en rien aux rares observations économiques de Staline. En apparence la mise à l'écart effective, mais non dite, de Boukharine (il ne remet pas les pieds dans les bureaux de l'IC après le Sixième Congrès) annonce l'installation de Varga comme économiste officiel de l'Internationale. Au début de 1929, quand on fête le dixième anniversaire de la fondation de l'IC, Varga présente une synthèse de tout ce que l'Internationale a dit de son adversaire et reprend fermement à son compte l'expression « crise générale du capitalisme » que Boukharine avait fait inscrire dans les documents du Congrès (Thèses et Programme). Il est un des animateurs des débats de la commission économique qui prépare le Xe plenum du CEIC (juillet 1929). Varga arrive à ce plenum avec quelques amendements aux Thèses présentées par les rapporteurs. Il a une opinion plus nuancée sur le plan Young (pour le paiement des réparations) et il rappelle que depuis trois ans les salaires des ouvriers augmentent (un peu), ce qui écarte l'idée d'une paupérisation absolue. C'est à ce plenum, enfin, qu'il est prévu d'entériner l'éviction de Boukharine et de la droite.
Varga n'a pas vu venir l'avalanche de critiques qui lui tombe dessus. Il est contraint de céder sur tout (il ne faut pas utiliser les statistiques bourgeoises, les salaires baissent absolument, aucune politique économique capitaliste ne peut être efficace, etc.). Kuusinen l'accuse « d'emmailloter dans les langes d'une phraséologie marxiste » un « enfant bourgeois » et il doit admettre qu'il faut « mettre fin » à la « loi de Varga » (son idée sur la réduction du nombre des travailleurs productifs). Varga est aussi écarté de la liste des membres du CEIC. Pour se protéger, ou pour sa punition, il devra pendant un an faire précéder ses chroniques de conjoncture publiées par la presse communiste d'un avertissement rappelant que ce que dit le professeur Varga n'engage pas l'Internationale…
Ces humiliations et le discours des staliniens prétendant que la crise révolutionnaire est en cours, ont évidemment profondément perturbé les facultés du conjoncturiste de l'IC. On croira, plus tard, qu'il avait prévu la grande crise de 1929. Il avait vraiment, et à tort, prévu une crise pour 1928... mais en juillet 1929, il ne fait que répéter les affirmations absurdes de la Direction, pour qui la « crise » est un fait accompli.
Finalement, c'est la véritable crise qui le sauve. Les premiers commentaires qu'il écrit à la fin de 1929 et la série de ses chroniques de 1930 font de Varga l'un des observateurs les plus avisés et les plus lucides de la crise majeure du XXe siècle. Il serait stupide de se passer de ses services. Lorsque Staline présente l'analyse de la situation mondiale, dans les années 1930, il s'appuie sur les observations expertes de Varga (qui petit à petit reprend le fil de quelques-unes des idées condamnées en 1929). 
Varga achève en septembre 1934 la synthèse intitulée (dans la version russe) Du VIe au VIIe Congrès de la Comintern. Économie et Politique, 1928-1934. Son discours est maintenant bien rodé. La base économique de la situation de crise où est le monde peut être expliquée (théoriquement) avec les concepts des schémas de la reproduction de Marx. Le caractère cyclique de l'activité économique est fondé sur les discontinuités de l'accumulation du capital fixe. 
Avec la « crise générale du capitalisme », la crise cyclique prend une ampleur inédite. Varga met en ordre tous les traits de la grande crise : la baisse de la production et la quasi universalité de cette baisse, la durée de la crise, la baisse des prix, la baisse des profits, la crise du crédit et des relations monétaires internationales entre les pays conservant l’étalon or et ceux qui voient leur monnaie se dévaloriser, la contraction du commerce mondial, la suspension des exportations de capitaux. Il insiste sur l’articulation de la crise de l’industrie mondiale à une crise agraire permanente depuis la fin de la guerre. Il souligne que la crise frappe encore plus les colonies et les « semi colonies » que les pays des colonisateurs. Malgré l’immixtion de l’État (le capitalisme des monopoles utilise l’État en sa faveur) aucune amélioration n’a pu être obtenue. Une « dépression » durable s’est installée, aucune reprise n’est en vue. Cette crise divise profondément les classes dominantes, les paysans s’appauvrissent et les ouvriers, sur lesquels le capital fait peser le poids de la crise, subissent un chômage de masse tandis que leurs salaires réels baissent (Varga reprend ici le contenu de sa « loi » déjà deux fois rejetée, mais il ne nie plus la paupérisation absolue). Politiquement, une nouvelle guerre s’annonce. Elle pourrait commencer par une agression contre l’URSS, ou venir de la montée des antagonismes inter-impérialistes avec l’arrivée des fascismes au pouvoir dans plusieurs pays. Varga insiste beaucoup sur la crise de la social-démocratie et sur son refus de s’allier aux communistes, mais il termine le livre avec un chapitre sur le « front unique » qui permettra enfin de vaincre puisque, depuis leur bolchévisation, les partis communistes ont « fait de grands progrès ».
Varga dans ce livre (et c’est une tendance qui s’accélère) présente les problèmes sous des formes de plus en plus simplifiées et schématiques. Il laisse de côté toutes les interrogations que soulèvent les textes théoriques de Marx qu’il utilise sans toujours les citer. Le style dogmatique et obscurantiste de l’époque stalinienne est déjà bien installé dans l’ensemble de la littérature politique soviétique, et il contamine Varga.
La montée de la terreur, dans le parti comme dans le pays, concerne aussi les économistes. L’Institut de Varga est « purgé » d’un dixième de son personnel. Un grand nombre d’anciens de la Commune de Budapest, comme Bela Kun, sont arrêtés et exécutés. Deux de ses beaux-frères disparaissent. Varga a pour atout la confiance que lui accorde Staline. Il a le courage d’intervenir pour défendre quelques-uns de ses amis ou de ses collaborateurs (mais dans la même lettre à Staline il donne aussi des conseils pour débusquer les véritables ennemis du socialisme, l’époque était cruelle). 
On racontera plus tard qu’il aurait joué aux cartes avec Beria l’annulation d’une arrestation… Pendant la fin des années 1930, les travaux de Varga n’innovent pas. Il établit avec son collègue Mendelsohn une « actualisation » de la brochure de Lénine sur L’impérialisme . Il rédige des synthèses à l’intention du public des pays capitalistes où il oppose les « Deux systèmes » . Il s’agit de commandes des services de propagande et leur contenu est conforme au genre. L’argument principal semble être l’opposition entre un système capitaliste en « crise générale » qui ne peut plus utiliser les forces productives matérielles ou humaines qu’il a créées, mais qu’il doit détruire, et un système socialiste qui accélère vertigineusement la croissance de ses forces productives.
Dans ses observations conjoncturelles, Varga n’accorde toujours aucune chance de succès aux politiques économiques anti-crise qu’il décrit (notamment celle de Roosevelt) et le retour de la surproduction aux États-Unis en 1937 le conforte dans cette certitude. En 1939, cependant, le pacte germano-soviétique et le début de la guerre créent une nouvelle situation. Varga n'a plus guère l'occasion d'utiliser son talent de plume (la presse communiste passe à la clandestinité, l’URSS se ferme…). Petit à petit, il va devenir un précieux conseiller économique pour la diplomatie soviétique.

### Comment la Seconde Guerre mondiale et ses suites ont mis Varga en danger (1940-1949)
Varga, au début de la guerre, lorsque l’URSS est encore en dehors des combats, écrit toujours des chroniques économiques et trouve des raisons d’être optimiste. Il rappelle notamment que la guerre affaiblit nécessairement les impérialismes qui se battent entre eux au lieu de s’unir contre le premier territoire socialiste. C’est une situation favorable à la révolution prolétarienne et aux soulèvements des colonies. L’évolution de la guerre, très favorable à l’Allemagne dans un premier temps, préoccupe sans doute Staline, qui attend son heure et observe les forces de chaque camp. Il sollicite l’avis de Varga lorsque, en décembre 1940, Roosevelt et les États Unis décident de soutenir l’Angleterre (avec le « prêt-bail »). Varga, comme les autres experts soviétiques qui s’expriment au même moment, semble penser, ou espérer, que l’Angleterre peut tenir encore un certain temps.
Les choses changent lorsque l’Allemagne envahit l’URSS en juin 1941. Varga est très durement affecté par le désastre militaire des premières semaines de la guerre en Russie. Son fils aîné András est tué presque immédiatement. Lui-même est d’abord évacué vers l’est avec une partie de l’administration, mais il revient à l’Hôtel Lux de Moscou en janvier 1942. Il participe à la lutte en écrivant, par exemple, un pamphlet (Nous vaincrons) où il prédit, un peu trop prématurément, un effondrement économique de l’Allemagne nazie. 
Après la bataille de Stalingrad, il aide les communistes allemands à recruter parmi les cadres de la Wehrmacht faits prisonniers quelques généraux qui pourraient participer à un futur État allemand. Dès 1943, il devient l’un des spécialistes qui discutent avec les alliés des réparations qui seront imposées aux vaincus. Il défend la position soviétique qui est de faire payer l’Allemagne (Keynes s’inquiète un peu de ces idées) et il participe aux travaux de commissions russes et de conférences internationales dont celle de Potsdam, en 1945, qui organise l’occupation de l’Allemagne et le prélèvement des réparations (les soviétiques démonteront et emporteront beaucoup d’équipements). Varga donne aussi son avis sur les propositions de la conférence de Bretton Woods d’où sortiront le FMI et la Banque mondiale. Il est plutôt partisan d’une restauration de l’étalon or, mais il semble impressionné par les plans de stabilisation qui sont discutés en vue de l’après guerre. Pour les soviétiques, en 1945, les prêts de l’État américain et l’aide matérielle qu’ils reçoivent sont la base matérielle des bonnes relations qu’ils ont avec leurs alliés.
Varga rédige une synthèse (Changements dans la structure économique du capitalisme depuis la Deuxième Guerre Mondiale) qui paraît en 1946. Il souligne notamment que l’État, aux EU ou en GB, en prenant en main la conduite de la guerre, a planifié, organisé et contrôlé l’économie. Il a imposé des contraintes fortes (par exemple, des prix fixés par l’administration) aux capitalistes et aux monopoles dont il est pourtant l’émanation. Après la guerre l’État devrait continuer à jouer un rôle important – plus important qu’avant guerre (les nationalisations réalisées par les gouvernements français et anglais confirment cette tendance). Varga semble relativement « optimiste » pour la reconversion de l’économie de guerre. Il prévoit qu’une demande assez longtemps différée relancera la production de biens de consommation durables et il pense que les États Unis, instruits par l’expérience de 1918, savent qu’il faut prêter des capitaux pour reconstruire l’Europe. Ces idées, encore dans le droit fil de l’alliance contre l’Allemagne nazie, vont être de plus en plus en contradiction avec l’idéologie soviétique de la guerre froide.
La guerre froide, en effet, se met petit à petit en place. Tandis que les dirigeants occidentaux parlent de rideau de fer, l’URSS renforce son influence sur les territoires qu’elle occupe à l’est de l’Europe et reste à l’écart des institutions économiques internationales naissantes (FMI, Banque Mondiale, négociations de Genève sur les droits de douane et le commerce international). Lorsque le plan Marshall est lancé (juin 1947), les diplomates soviétiques sont méfiants. Varga, consulté par Molotov, le ministre des affaires étrangères, souligne les aspects économiques du plan (éviter une crise en écoulant des marchandises en Europe) et ses objectifs politiques (renforcer les liens avec les pays sous influence américaine et attirer ceux qui sont sous influence soviétique). Il n’exclut pas la possibilité d’utiliser l’aide américaine, et Molotov, dans un premier temps, participe à la conférence de Paris qui doit mettre en route le plan Marshall. Mais Staline et les soviétiques refusent une nouvelle fois de s’engager dans une coopération avec leur ennemi capitaliste. Ils voient notamment venir une volonté de restaurer la puissance économique de l’Allemagne, ce qu’ils refusent fermement.
Varga, comme il l’a toujours fait, suit le cours de la politique soviétique, mais il va faire une « sortie de route » parce que Staline favorise de plus en plus la politique sectaire incarnée par Jdanov. Les gardiens vigilants de l’orthodoxie « marxiste-léniniste » trouvent avec Varga une cible de choix : n’a-t-il pas écrit que l’État des monopoles pouvait s’opposer (partiellement) à ces mêmes monopoles ? Au mois de mai 1947, les Instituts d’économie des académies soviétiques organisent trois réunions pour examiner les travaux de Varga sur les Changements dans la structure économique du capitalisme depuis la Deuxième Guerre mondiale. Contre lui, il a des adversaires nombreux et parfois anciens (comme Mme Smit-Falkner), un académicien (Ostrovitianov) chargé de diriger cette mise au pas, l’ancienne compagne de Boukharine (Esfir Gourvitch) et d’autres anciens collaborateurs de Varga dans son Institut d’économie mondiale et de politique mondiale. On lui reproche de méconnaître la doctrine de Lénine sur le capitalisme monopoliste d’État, de ne pas comprendre que les États Unis veulent évincer l’Europe du marché mondial, d’être un réformiste puisqu'il imagine une autonomie relative de l’État par rapport aux monopoles du capitalisme financier qui le contrôlent en totalité et, pire encore, parce qu’il soutient l’existence d’un conflit entre le prolétariat et la bourgeoisie pour une participation plus ou moins grande à la conduite de l’État. Varga refuse toutes ces critiques (sauf une : il reconnaît s’être égaré en parlant de « capitalisme d’État » pour les pays des « nouvelles démocraties » d’Europe orientale…) et il est réellement soutenu par des personnalités de poids (Rubinshtein, Mendelsohn, Kronrod, Trachtenberg et surtout Stroumiline) qui acceptent ses explications. Ces réunions du mois de mai se terminent sans condamnation formelle et sans aucune autocritique. Mais les adversaires de Varga n’avaient pas fini de le persécuter.
L’Académie des sciences décide, fin 1947, de supprimer l’Institut d’économie mondiale et de politique mondiale et d’intégrer dès janvier 1948 ses personnels dans l’Institut d’économie. Varga n’est plus directeur. Il n’est pas exclu, mais ses soutiens du printemps 1947 commencent à l’abandonner (Trakhtenberg, Eventov) et lorsque la revue Économie planifiée publie un article de Myznikov sur « Les déformations du marxisme-léninisme dans les travaux de l’Académicien E. S. Varga » (octobre 1948), il n’est plus possible de tergiverser. Varga avoue ses fautes et publie en mars 1949 une autocritique en règle. Il a 70 ans et sa carrière est brutalement interrompue.
Les purges soviétiques des années du second après guerre sont moins massivement sanglantes que celles des années 1930, mais on risquait encore d’être arrêté, torturé et exécuté. Les proches de Staline n’étaient pas les moins menacés. Varga a échappé au sort de Voznessenski (fusillé) ou des médecins du Kremlin (torturés, parfois jusqu’à la mort). Qu’a-t-il fait pendant ces années où il était contraint à la plus grande prudence ? Il aurait pu trouver un refuge en Hongrie, sous la protection de dirigeants du parti hongrois, comme Rakosi, qui l’avaient consulté et qui l’appréciaient. Quelques observateurs du monde soviétique avaient cru que cette possibilité s’était réalisée. En fait, Varga ne semble pas avoir voulu quitter Moscou et l’URSS qui était la patrie qu’il avait choisie. Il est resté silencieux et n’a longtemps travaillé que pour ses tiroirs. Il signe un ou deux articles en 1948, 1949, 1950, 1953 et 1954 ; il ne publie rien en 1951, 1952 et 1955, alors qu’entre 1922 et1947, il signait entre dix et vingt titres différents (cf. la bibliographie préparée pour célébrer son jubilé en 1959).

### Épilogue: le dernier retour en grâce d’un octogénaire un peu encombrant (1959-1964)
Il doit attendre huit ans, jusqu’en 1956, pour pouvoir faire paraître à nouveau cinq ou six titres chaque année, jusqu’à son quatre vingtième anniversaire. L’amélioration de la situation de Varga, après 1956, correspond évidemment à l’affermissement du pouvoir de Khrouchtchev. Les appareils idéologiques du monde communiste, très profondément « stalinisés », prennent un certain temps pour effectuer leurs virages vers les thèmes de la « coexistence pacifique » ou du « passage pacifique au socialisme ». Pour réduire l’influence des idéologues qui avaient profité des purges de l’ère jdanovienne, et pour retrouver une expertise largement perdue, les khrouchtcheviens (en la personne de Mikoyan) décident en 1956 de recréer un Institut d’économie mondiale et de relations internationales, l’IMEMO, que dirige Arzoumanian. 
Ainsi, dès 1959, et encore plus après la conférence des partis communistes de 1960 ou le XXIIe Congrès du PCUS (1961), il est clair que l’orientation soutenue par Varga entre 1946 et 1947 est redevenue conforme à celle du Parti. L’hommage qui lui est rendu pour son quatre vingtième anniversaire est particulièrement solennel et, en 1961, il peut publier un petit livre, diffusé dans le monde entier, qui met en perspective Le capitalisme du XXe siècle, dans la foulée du dernier Congrès du PCUS. Il innove peu, mais Alec Nove, dans un compte rendu de Survey, no 41, avril 1962, salue ce retour d’un octogénaire qui ose écrire qu’on a tort d’affirmer une paupérisation constante et générale de la classe ouvrière et qui reconnaît, par exemple, les effets positifs des systèmes de sécurité sociale. Voilà, écrit Nove, un « très vieil homme » dont les livres pourraient « encourager des économistes plus jeunes à penser ».
Varga est maintenant très âgé, et malade (il a un cancer, dont il mourra en 1964), et il prépare avec l’aide, notamment, d’une vieille collaboratrice (E. Khmelnitskaïa, qui avait publié, aux débuts de l’Institut d’économie mondiale et de politique mondiale, en 1927, une critique du concept de « trust capitaliste d’État » de Boukharine) la publication des essais qu’il avait mis en réserve. Le livre sort en 1963. 
Dans l’édition française de 1967, il pèse 396 pages et 16 titres, c’est une somme savante et assez polémique où il règle des comptes avec Staline et avec quelques-uns de ceux qui l’avaient critiqué en 1947-1948. Le livre est précédé d’une préface (anonyme dans la traduction française) qui mélange les mises en garde et les louanges : la lutte contre le « dogmatisme » est devenue légitime, mais elle ne doit pas tomber dans le « révisionnisme ». 
Même reconnu comme une icône du marxisme léninisme post stalinien, Varga est toujours suspect de quelque « déviation ». Mais le fait le plus significatif de l’état de la pensée économique soviétique après Staline est peut-être ce que dit Varga dans son essai sur le taux de profit et sa baisse éventuelle. Il rappelle ses travaux de 1927-1935 sur le taux d’exploitation dans l’industrie américaine, mais il affirme qu’il n’est techniquement pas possible de calculer un taux de profit. Il faut en conclure qu’il ignore complètement les travaux des économistes marxistes américains qui ont précisément calculé le taux de profit dans l’économie américaine… en partant de sa méthode et en la complétant par des évaluations du capital constant fixe. Le livre de J. M. Gillman était paru en 1957, la thèse de Shane Mage venait d’être soutenue en 1963. Cela donne la mesure de l’isolement intellectuel dans lequel l’histoire du communisme avait pu mettre les meilleurs de ses théoriciens. Ils ignoraient jusqu’à leur postérité.

## Quelle trace Varga a-t-il laissé?
Varga est mort sans savoir quel sillon il avait réellement creusé. Pendant toute sa carrière d’économiste conseil ou d’expert il a toujours été victime de jugements ambivalents. Trotsky, avec qui il avait travaillé et dont il retenait encore quelques idées en 1926, l’a symboliquement assassiné en le définissant comme le « Polonius » de la révolution mondiale, capable, selon ce que l’on voudra lui faire dire, de voir que les nuages à l’horizon ont la forme d’un chameau ou celle d’un poisson. Mais il ajoutait aussitôt que « ses connaissances et ses qualités d’analyse font de lui un militant utile et qualifié ». Tout dépendait « de la qualité politique de la commande ». 
Trotsky n’avait pas hésité à écrire, en 1928, que Varga, « consciencieusement », donnait « toujours des arguments à la ligne politique adverse » et qu’il avait déclaré qu’il ne croyait pas à la doctrine du « socialisme dans un seul pays ». Une dénonciation aussi directe ressemblait fort au coup d’épée qu’Hamlet donne à travers un rideau et qui transperce Polonius… Tous les dirigeants de l’Internationale et du Parti communiste de l’Union soviétique ont un jour utilisé un ou plusieurs arguments empruntés à Varga. Mais dans tous les débats de l’Internationale après 1923, il y a toujours eu une ou plusieurs voix pour critiquer l’opportunisme (généralement « de droite ») du spécialiste de l’économie capitaliste. Si Varga n’a pas « fait école », c’est évidemment, comme nous l’avons vu, parce qu’il a été plusieurs fois soumis au rituel communiste de la critique et de l’autocritique. Le seul « élève » qui s’est réclamé de lui est le statisticien allemand Jürgen Kuczynski (il le dit dans ses mémoires de 1992).
L’exemple de Varga a néanmoins inspiré quelques imitations. La plus évidente nous semble être celle d’Ernest Mandel qui, pendant quelques années, s’était astreint à donner une chronique régulière de conjoncture dans l’Inprecor édité par la Quatrième Internationale. Sans vraiment le savoir, dans la plupart des cas, de nombreux économistes marxistes ont travaillé dans le prolongement de Varga en calculant les taux d’exploitation et de profit qu’on peut déduire des données de la comptabilité nationale. Gillman, déjà cité, et, parmi d’autres plus récemment Gérard Duménil et Dominique Lévy ont ainsi su marier le marxisme à un riche matériel statistique.
Mais l’inspiration fondamentale de l’œuvre de Varga, l’idée d’un capitalisme entré résolument dans la période de sa « crise générale » et, bien sûr, finale est ce qui a le moins bien résisté à l’épreuve du temps. L’effondrement des États se réclamant du « communisme » a achevé de défaire cette construction idéologique qui, au fond, ne se référait qu’à la situation du monde au moment de la Première Guerre mondiale.

## Œuvres
Ouvrages accessibles en français
Varga (au début parfois sous le pseudonyme d’E. Pavlowski) est l’auteur de dizaines d’articles dans les journaux de l’Internationale Communiste, La Correspondance internationale (paraissant deux à trois fois par semaine entre 1922 et 1939) et L’Internationale communiste (revue plutôt mensuelle à partir de 1920 jusqu’en 1940). Ces deux périodiques en français ont été réédités en volumes annuels par les Editions Feltrinelli (reprint en fac simile).
- La dictature du prolétariat (problèmes économiques), Librairie de l’Humanité, Bibliothèque communiste, Paris, 1922 (traduction de l’original paru en 1920).
- Esquisse de la partie théorique du Programme de l’IC, article de L’Internationale communiste, no 23, 1922, p. 71-74.
- Le Déclin du capitalisme, éditions de l’Internationale communiste, Hambourg, 1922, 59 p.
- Essor ou décadence ? Moscou, 1924, 84 p.
- Le sur-impérialisme et la loi du développement inégal du capitalisme, article de L’Internationale Communiste, no 4, 1926, p. 259-264.
- Les voies et les obstacles de la révolution mondiale, article de L’Internationale Communiste, no 12, 1926.
- La haute conjoncture économique en Allemagne et la classe ouvrière allemande, article de L’Internationale Communiste, 1927, p. 1097-1104.
- L’économie de la période du déclin du capitalisme après la stabilisation, Bureau d’Edition, Paris, 1928, 176 p.
- La situation économique internationale (Extraits du rapport et des conclusions de Varga à la commission préparatoire du Plénum du CE de l'IC), article de L’Internationale Communiste, 1929, p. 698-715.
- La débâcle boursière internationale, signe avant-coureur de la prochaine crise économique, article de L'Internationale communiste, décembre 1929, p. 1667-1682.
- La crise agraire internationale, article de l'Internationale Communiste, 1930, p. 764-776.
- L'Angleterre sur la voie du protectionnisme, article de l'Internationale communiste, 1930, p. 1554-1560.
- La transformation de la crise économique en crise mondiale générale, article de L'Internationale communiste, 1930, p. 2346-2357.
- La théorie des crises de Marx et les problèmes de la crise actuelle, première partie du N° spécial de La Correspondance Internationale sur La situation économique mondiale au 1er trimestre 1931, no 18, 11e année, 27 mai 1931, p. 617-624.
- La crise – économique, sociale, politique, Bureau d’Edition, Paris, 1935, 299 p. Réédition, avec une introduction de Jean Charles et Serge Wolikow, Editions Sociales, Paris, 1976, 367 p.
- L'issue capitaliste à la crise économique : maturation de la nouvelle crise cyclique, article de L'Internationale communiste, no 4, avril 1936, p. 428-443.
- Où va le monde capitaliste ?, article de L'Internationale communiste, no 8, août 1937, p. 735-745.
- De la nouvelle crise économique mondiale, article de L'Internationale communiste, no 1, janvier 1938, p. 38-46.
- Deux systèmes : économie socialiste et économie capitaliste, Editions sociales internationales, Paris, 1938, 415 p.
- L'agonie du capitalisme, article de L'Internationale communiste, no 3, mars 1939, p. 390-398.
- Avec Mendelsohn, L., Données complémentaires à l’Impérialisme de Lénine, Editions Sociales, Paris, 1950, 392 p. Ouvrage écrit et publié en URSS en 1936.
- Le Capitalisme du XXe siècle, Editions du Progrès, Moscou, 1961, 140 p.
- Essais sur l’économie politique du capitalisme, Editions du Progrès, Moscou, 1967, 396 p.